# Ronde van Frankrijk 2019/Zestiende etappe
De zestiende etappe van de Ronde van Frankrijk 2019 werd verreden op 23 juli in een etappe van en naar Nîmes over 177 kilometer. Het was de eerste etappe na de tweede rustdag en de laatste kans voor de sprinters tot de slotrit in Parijs. In deze rit kwam Jakob Fuglsang, de nummer negen in het algemeen klassement, ten val en moest de Tour verlaten.
| Nîmes – Nîmes (177 km) |                    |                       |          |
| Plaats                 | Naam               | Ploeg                 | Tijd     |
| 1                      | Caleb Ewan         | Lotto Soudal          | 3u57'08" |
| 2                      | Elia Viviani       | Deceuninck–Quick-Step | z.t.     |
| 3                      | Dylan Groenewegen  | Team Jumbo-Visma      | z.t.     |
| 4                      | Peter Sagan        | BORA-hansgrohe        | z.t.     |
| 5                      | Niccolò Bonifazio  | Total Direct Énergie  | z.t.     |
| 6                      | Michael Matthews   | Team Sunweb           | z.t.     |
| 7                      | Matteo Trentin     | Mitchelton-Scott      | z.t.     |
| 8                      | Jasper Stuyven     | Trek-Segafredo        | z.t.     |
| 9                      | Alexander Kristoff | UAE Team Emirates     | z.t.     |
| 10                     | Andrea Pasqualon   | Wanty-Gobert          | z.t.     |

| Algemeen klassement |                    |                       |           |
| Plaats              | Naam               | Ploeg                 | Tijd      |
| 1                   | Julian Alaphilippe | Deceuninck–Quick-Step | 61u00'22" |
| 2                   | Geraint Thomas     | Team INEOS            | + 1'35"   |
| 3                   | Steven Kruijswijk  | Team Jumbo-Visma      | + 1'47"   |
| 4                   | Thibaut Pinot      | Groupama-FDJ          | + 1'50"   |
| 5                   | Egan Bernal        | Team INEOS            | + 2'02"   |
| 6                   | Emanuel Buchmann   | BORA-hansgrohe        | + 2'14"   |
| 7                   | Mikel Landa        | Movistar Team         | + 4'54"   |
| 8                   | Alejandro Valverde | Movistar Team         | + 5'00"   |
| 9                   | Rigoberto Urán     | EF Education First    | + 5'33    |
| 10                  | Richie Porte       | Trek-Segafredo        | + 6'30"   |
|                     |                    |                       |           |
| 19                  | Xandro Meurisse    | Wanty-Gobert          | + 30'14"  |

1e etappe ·
2e etappe ·
3e etappe ·
4e etappe ·
5e etappe ·
6e etappe ·
7e etappe ·
8e etappe ·
9e etappe ·
10e etappe ·
11e etappe ·
12e etappe ·
13e etappe ·
14e etappe ·
15e etappe ·
16e etappe ·
17e etappe ·
18e etappe ·
19e etappe ·
20e etappe ·
21e etappe
Startlijst · Eindstanden · Afbeeldingen